# Waligóra
Waligóra (německy Heildelberg) je s výškou 933,88 m [zdroj⁠?!] (dříve udáváno 936 m) nejvyšší horou Gór Suchych (česky Javoří hory), které jsou součástí většího celku nesoucího název Góry Kamienne. Hora leží v Polsku asi 1,5 km od hranic s Českem a její vrchol je přístupný po žluté turistické značce.

## Popis
Masív Waligóry tvoří podélně protáhlý hřeben dlouhý několik stovek metrů, s mírným jižním svahem a velmi strmými ostatními úbočími, proto je také nejsnadnější přístup na vrchol z jižní strany. Severní svah, nejvíce viditelný od hojně navštěvované horské boudy Andrzejówka, velmi prudce klesá směrem k Průsmyku Třech dolin (polsky Przełęcz Trzech Dolin), čímž se vrchol stává dominantním prvkem krajiny. Hora je tvořena permským křemenným porfyrem a její svahy pokrývá smíšený bukový a smrkový les.[zdroj?]
Hora je součástí Koruny hor Polska.